# ディエップの戦い
ディエップの戦い（ディエップのたたかい、Dieppe Raid）は、1942年8月19日に行われた連合軍のフランスへの奇襲上陸作戦。正式な作戦名は「ジュビリー作戦（Operation Jubilee）」。不充分な兵力と作戦のため最初から勝算は薄かった上、事前に作戦実行の秘密がドイツ側に漏れていたため、連合軍は大損害を受け、完全な失敗に終わった。

## 前段階

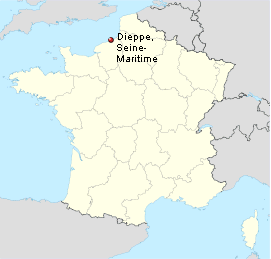
ディエップの位置

作戦は防御が薄い北フランスのディエップに上陸、攻撃ののちに6時間で撤退することを目標とし、恒久的な橋頭堡の確保は考えられていなかった。
そのため作戦の目的は判然としておらず、ヨーロッパ大陸上陸・侵攻に備えての演習を意図したとする説、レーダーサイトの機材強奪を狙ったとする説、第二戦線構築を要求するソ連への体面説など諸説ある。いずれにしても、連合国の戦争準備はまだ不完全かつドイツ軍の勢力は未だに強大で、大規模な欧州反抗（欧州本土侵攻）は不可能であった。
当初、作戦は1942年7月4日以降の好天の日に決行されることとなっていたが、悪天候が続き総指揮官のバーナード・モントゴメリーは奇襲攻撃の意義が無くなることを懸念し、中止する意向だった。これに対し、ルイス・マウントバッテンが決行を主張したため、攻撃は8月に実施されることとなった。さらに、事前のイギリス空軍による爆撃が一般人に対し被害を与えることが懸念されるとして中止され、空挺部隊による海岸砲台の制圧も天候の不安定を理由に中止され、代わりにコマンド部隊がその任務を実施することとなった。また、駆逐艦以上の大型艦をイギリス海峡には入れないという当時のイギリス海軍の方針をくつがえすことができず、艦砲射撃による支援も不充分なものとなった。
奇襲であることが作戦の要であったため、作戦の準備は高度な情報統制の中で進められた。ところが、軍事雑誌『丸』の調査によれば、作戦決行2日前に、ロンドンでイギリス軍高級将校がパーティ席上でこの作戦の内容を口外してしまった。情報はすぐにロンドン市内のドイツ諜報組織に知られ、本国に伝えられた。この情報を基にドイツは可能な限りの防備を進めたが、侵攻に対応していることでイギリス国内に築いている諜報体制を把握されることを避けるため、また奇襲上陸を意図している連合軍に対して「逆奇襲」とも言うべき迎撃を行うため、この地域の防御が手薄に見えるように偽装工作を行なった。

## 戦闘と敗北

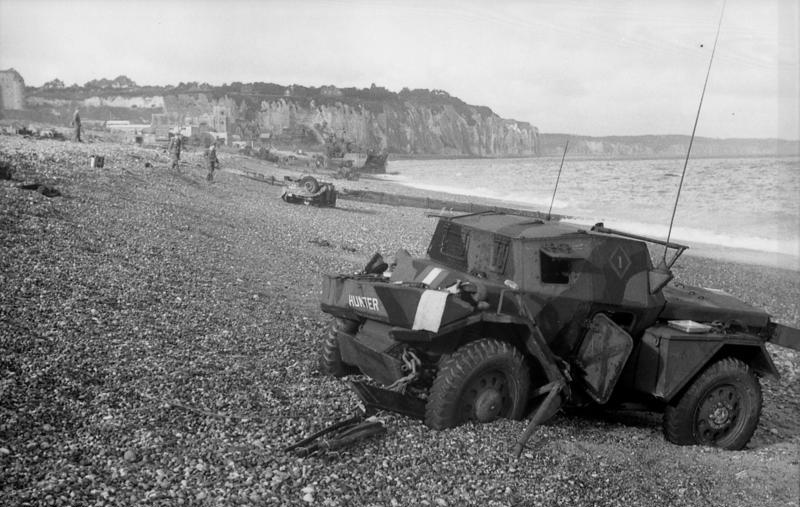
浜辺に遺棄されたイギリス軍のダイムラー偵察車

8月19日早朝、6,086人（5000人のカナダ軍（カナダ第2歩兵師団）と1000人のアメリカ軍とイギリス軍）が作戦を開始したが、ドイツ側は既に迎撃準備を整えており、連合軍をやすやすと上陸させて、至近距離まで引き付けて攻撃の火蓋を切った。連合軍は、待ち構えていたドイツ軍の強力な反撃にさらされ、狼狽して大混乱に陥った。30両のチャーチル歩兵戦車を揚陸したが、27両がコンクリート防壁に阻まれ、大粒の砂利に覆われ斜度のある海岸で履帯ピンを折損し、行動不能になるものが続出した。上陸した部隊も満を持したドイツ軍の砲撃・銃撃を受け大半が戦死傷または降伏し、また錯誤もあって連合軍軍艦が味方部隊を砲撃しさらに被害を増やした。ドイツ軍は空からも激しい攻撃を加え、連合軍軍艦は全て沈没・大破した。この戦闘に投入されたイギリスの戦闘機ホーカー ハリケーンはドイツ軍の戦闘機フォッケウルフ Fw190にまったく歯が立たず、上陸軍への有効な援護ができなかったばかりか、ドイツ空軍や対空砲火により大損害を受けている。
結局連合軍は3,894人の損害を出して、全く戦果がないまま撤退した。帰還できたのは2,000人余りで、ドイツ側の損害は59人と、ほぼ皆無であった。

## その他
当時はドイツ軍が各戦域で優勢又は攻勢に出ており、イギリス国民の戦意は低く意気阻喪していたので、連合国側ではディエップの敗北は公式発表されなかった。
カナダ軍将校としてこの作戦に参加し生還した作家ファーレイ・モウワットは「石壁に卵を投げつけるも同然の戦い。そして我々がその卵にされた」と本作戦を酷評している。